# Aucayacuella bordoni
Genre
Espèce
Synonymes
- Aucayacuella margaretae Avram & Soares, 1983

Aucayacuella bordoni, unique représentant du genre Aucayacuella, est une espèce d'opilions laniatores de la super-famille des Gonyleptoidea à l'appartenance familiale Cranaidae.

## Distribution
Cette espèce est endémique de la région de Huánuco au Pérou. Elle se rencontre vers Tingo María.

## Description
La femelle holotype mesure 3,30 mm.

## Étymologie
Cette espèce est nommée en l'honneur de Carlos Bordon.

## Publication originale
- Avram, 1983 : « Gonileptidae nouveaux du Venezuela et du Pérou (Opiliones, Gonyleptomorphi). » Boletin de la Sociedad Venezolana de Espeleología, no 20, p. 11–18.